# Narita Shinkansen
Narita Shinkansen (成田新幹線?) è una linea ferroviaria ad alta velocità (Shinkansen) progettata e parzialmente costruita che avrebbe dovuto collegare l'Aeroporto internazionale di Narita alla stazione di Tokyo.

## Storia

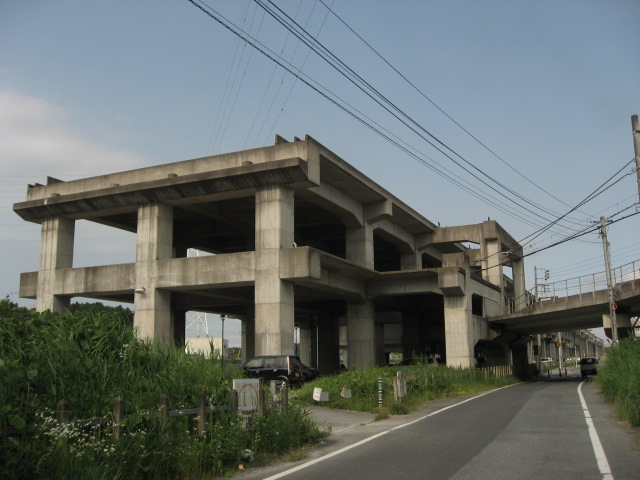
Viadotto inutilizzato del Narita Shinkansen a Tsuchiya, nel 2007.

La pianificazione di un collegamento ad alta velocità tra il cuore della capitale giapponese e il nuovo aeroporto internazionale (non ancora costruito) iniziò nel 1966. Sei anni dopo il governo giapponese approvò definitivamente l'idea e si iniziarono a valutare i vari progetti, per poi iniziare i lavori nel 1974, con l'intento di terminarli nel 1976, in coincidenza con l'apertura dell'aeroporto. La costruzione incontrò subito numerosi ostacoli, primo tra tutti la resistenza degli abitanti delle zone interessate che impugnarono in tribunale gli espropri, lamentando la mancanza di benefici per la zona (la costruzione stessa dell'aeroporto incontrò le stesse resistenze da parte di diversi comitati di cittadini).
In attesa delle varie sentenze del tribunale i lavori andarono molto a rilento e la costruzione fu sospesa ufficialmente a tempo indeterminato nel 1983.
Al momento del congelamento dei lavori era stata costruita la stazione ferroviaria nell'aeroporto e nove kilometri di ferrovia. Durante gli anni di sospensione la compagnia privata Keisei costruì una linea tradizionale di collegamento con l'aeroporto, tuttavia essendo la stazione di proprietà delle Ferrovie Nazionali Giapponesi i treni Keisei si fermavano prima dell'aeroporto e i viaggiatori erano costretti a completare il tragitto con dei pullman.
In seguito alla riforma delle ferrovie nel 1986 le FNG cessarono di esistere diventando JR Group. La nuova azienda concesse, dietro pagamento di un canone, l'uso dei binari alla Keisei completando la Linea Keisei Narita Aeroporto.
Nel 1987 una speciale legge approvata appositamente cancellò completamente l'intero progetto; tuttora l'unico shinkansen ad aver subito questo destino.
Quasi tutto ciò che venne costruito attualmente è usato per linee di traffico locale, il tratto finale è usato dalla linea Keisei che collega la città all'aeroporto. Il tunnel verso Etchujima è attualmente usato dalla Linea Keiyō e la Linea Hokusō utilizza i binari costruiti per il Narita Shinkansen tra Komuro e Chiba New Town.

## Percorso
Il progetto prevedeva la partenza del tracciato da un fascio di binari sotterranei collegati alla stazione di Tokyo, situati in prossimità anche della stazione di Yūrakuchō in centro a Tokyo.
Dal centro della capitale la linea doveva muoversi verso Etchūjima (a Kōtō) in cui avrebbe dovuto riemergere a livello del suolo e seguire il percorso già aperto dalla Tokyo Metro Linea Tōzai attraverso il fiume Ara e poi a Funabashi dove avrebbe dovuto nuovamente interrarsi, quindi riemergere a Shiroi e poi deviare leggermente verso la stazione di Chiba-Newtown-Chūō, terminando in galleria nel terminal dedicato dell'aeroporto. Inizialmente il percorso non prevedeva nessuna fermata intermedia, successivamente si scelse di modificare il progetto e prevedere il passaggio della linea proprio nella stazione di Chiba-Newtown-Chūō per effettuare una fermata.
Un deposito per il materiale rotabile dedicato alla linea era stato previsto a 51 km da Tokyo, parte del progetto prevedeva anche un collegamento a semplice binario tra la Linea Narita e la stazione di Shimōsa-Manzaki.

## Futuro
La Linea Keisei è stata costruita con scartamento standard (come la rete shinkansen, a differenza della rete normale che è a scartamento ridotto), lasciando una porta aperta per una eventuale conversione. In più di una occasione alcune parti politiche hanno riproposto il progetto, senza tuttavia ottenere alcun risultato. Infatti gli ostacoli incontrati nel primo tentativo (ostilità delle persone del posto e disinteresse delle amministrazioni locali) non sono stati superati, inoltre la presenza dell'efficiente linea Keisei rendono il progetto sconveniente a causa del rapporto costi/benefici decisamente negativo.

## Dettagli tecnici
La linea era progettata per operare ad una velocità di 200 km/h, percorrendo l'intero tragitto di 65 km in 35 minuti, includendo una fermata a Chiba. Attualmente il Narita Express, utilizzando altri binari che compiono un percorso più tortuoso, richiede 53 minuti senza fermate. La linea Keisei invece impiega 36 minuti ma non arriva nel centro di Tokyo, fermandosi nella stazione di Nippori.